# Martin Altrichter
Martin Altrichter (* 16. listopad 1972, Jihlava) je hokejový brankář.

## Hráčská kariéra
V necelých 21 letech se dostal na post brankářské jedničky týmu HC Slavia Praha. V roce 1994 pomohl k postupu pražské Slavie do Extraligy. V necelých 22 letech chytal 1. kolo nové sezóny na ledě Pardubic. Tam inkasoval sice 6 gólů, ale nakonec dovedl tým do Play off, kde ve čtvrtfinále Slavia nestačila na Kladno. Ve vršovickém klubu odchytal ještě jednu sezónu a pak zamířil do Plzně. 

### Kluby
- 1993-1996 HC Slavia Praha
- 1996-1997 HC ZKZ Plzeň
- 1997-1998 HC Slavia Praha, HC Olomouc (1. liga)
- 1998-1999 HC Slezan Opava
- 1999-2000 FEMAX Havířov Panthers, HCM Žďár nad Sázavou (1. liga)
- 2000-2001 Excalibur Znojemští Orli, KLH Chomutov (1. liga)
- 2001-2002 HC Slavia Praha, KLH Chomutov (1. liga), HC Dukla Trenčín (SVK), Löwen (GER)
- 2002-2003 Excalibur Znojemští Orli
- 2003-2005 HC Hamé Zlín
- 2005-2006 HC Hamé Zlín, Vsetínská hokejová a.s., HC Chemopetrol Litvínov
- 2006-2007 HC Chemopetrol Litvínov, BK Mladá Boleslav (1. liga)
- 2007-2008 HC Mountfield České Budějovice, HC Sparta Praha, HC Lasselsberger Plzeň
- 2008-2009 HC Lasselsberger Plzeň, HC Medvědi Beroun 1933 (1. liga)